# Battaglia di Pavia (1431)
La battaglia di Pavia del 1431, detta anche battaglia di Cremona, fu uno scontro fluviale che si svolse nell'ambito delle guerre che opposero la Repubblica di Venezia ed il Ducato di Milano durante le Guerre di Lombardia.

## Antefatti
Dopo la sconfitta di Soncino del marzo 1431 e la perdita di ulteriori 500 cavalli in seguito ad uno scontro presso la stessa cittadina nel mese di giugno, i veneziani non si diedero per vinti e decisero di invadere il cremonese con un esercito di 12 000 fanti e 12 000 cavalieri al comando del Carmagnola e una flotta fluviale di 37 galeoni e un centinaio di navi più piccole guidata da Niccolò Trevisan, con l'obiettivo di risalire il Po e catturare Cremona. Il Ducato di Milano aveva a sua volta approntato un esercito al comando di Francesco Sforza, rafforzato dai soldati di Niccolò Piccinino che era appena giunto dalla Toscana, oltre ad aver raccolto a Pavia una flotta fluviale composta da 56 galeoni e numerose altre navi di minori dimensioni al comando di Pasino degli Eustachi.

## Battaglia
Nella tarda serata del 21 giugno 1431 la flotta milanese attaccò la veneziana ma cinque galeoni della prima, staccatisi dal resto della flotta, furono ben presto circondati e catturati. L'oscurità fece poi cessare temporaneamente le ostilità. Lo Sforza e il Piccinino, informati dell'accaduto, decisero di salire nottetempo sulle navi insieme alle milizie più scelte e per evitare che il Carmagnola li imitasse, inviarono due spie nel campo veneziano con il compito di spargere la voce che il Piccinino, all'alba, li avrebbe attaccati.
Alle prime luci dell'alba del 22 giugno la flotta milanese ingaggiò quella veneziana che non si aspettava di essere nuovamente attaccata dopo la disfatta della sera precedente. La battaglia durò circa 12 ore e si svolse sul tratto di fiume poco a valle della città di Cremona. Per cercare di evitare la disfatta, il Trevisan inviò più volte dei messi al Carmagnola affinché corresse in suo aiuto ma questi, temendo un attacco a sorpresa del Piccinino, decise di non intervenire. Molte gelee veneziane, più grandi e dal maggior pescaggio rispetto a quelle milanese, si arenarono sui ghiaioni del fiume e furono facilmente catturate, tra queste l'ammiraglia del Trevisan. Persa ogni speranza di vittoria, il Trevisan decise di ritirarsi con quanto rimaneva della flotta veneziana.

## Conseguenze
I veneziani persero 28-29 galeoni e 42 navi minori, 9 000-11 000 uomini tra morti e prigionieri, 60 000 ducati pronti per pagare il soldo delle truppe, 1 500 schioppi, 2 000 corazze ed altrettante balestre insieme agli stendardi alle vettovaglie con un danno stimato attorno ai 600 000 fiorini. Durante la battaglia un quadrello ferì gravemente Niccolò Piccinino alla collottola recidendogli i nervi e rendendolo zoppo per il resto della sua vita.
Ma la sconfitta bloccò le operazioni dell’intera armata veneta, dato che le autorità veneziane ritennero poco prudente far attraversare l’Adda, ultima linea difensiva per Milano, senza il supporto di una flotta fluviale, e fu così vanificata tutta la campagna di guerra condotta dal Carmagnola fino ad allora. Le navi veneziane catturate dalla flotta viscontea furono portate in trionfo a Pavia, dove ancora erano esposte nel XVI secolo, mentre, secondo la tradizione (ma la cosa adrebbe indagata) il termine "gran pavese" (una serie di bandiere che le navi innalzano in caso di particolari solennità, utilizzato non solo dall'italiano, ma anche dal francese, spagnolo, olandese e altre lingue) deriverebbe dal fatto che le navi viscontee, durante il rientro, issarono sugli alberi tutte le bandiere nemiche catturate. La battaglia è festeggiata ogni anno a Pavia con il Palio del Ticino.  Il mancato intervento in aiuto del Trevisan e la pesante sconfitta contribuirono a far aumentare i sospetti dei veneziani verso il Carmagnola, accusato di essere segretamente in contatto con i milanesi.
Il 13 ottobre i veneziani, guidati da Guglielmo Cavalcabò, riuscirono a catturare la rocchetta e la porta di San Luca a Cremona con un colpo di mano poi attesero l'intervento dell'esercito del Carmagnola che era acquartierato a sole tre miglia dalla città. Il Carmagnola, sospettando un'imboscata, decise ancora una volta di non intervenire e la guarnigione cremonese dopo tre giorni costrinse i veneziani ad abbandonare le loro posizioni. 
Il Senato, ormai convinto della doppiezza del Carmagnola e verosimilmente in possesso di prove schiaccianti riguardanti un qualche accordo con Filippo Maria Visconti (forse la signoria di Brescia in cambio del tradimento della Repubblica di Venezia), lo fece convocare a Venezia e poi decapitare il 5 maggio 1432.
All'inizio di aprile il Ducato di Milano raggiunse una pace con la Repubblica di Venezia e i suoi alleati e furono scambiati i prigionieri. I milanesi cedettero ai fiorentini i castelli conquistati nel pisano e nell'aretino e questi cedettero quelli sottratti ai lucchesi.